# Le Fresne-Poret
Le Fresne-Poret é uma comuna francesa na região administrativa da Normandia, no departamento Mancha. Estende-se por uma área de 10,26 km². Em 2010 a comuna tinha 220 habitantes (densidade: 21,4 hab./km²).